# New Club of Paris
Der New Club of Paris (NCP) ist dem „Club of Rome“ nachempfunden und will durch Konferenzen, Seminare, Studien und durch die Unterstützung von Arbeiten von (Nachwuchs-)Wissenschaftlern den Übergang in die Wissensgesellschaft und insbesondere in die Wissensökonomie begleiten.
The New Club of Paris wurde anlässlich einer Konferenz des Pariser Büros der Weltbank im Sommer 2005 von den „Wissensexperten“ Ahmed Bounfour (Paris), Leif Edvinsson (Lund / Schweden) und Günter Koch (Wien), initiiert und 2006 gegründet. Alle drei gelten als Initiatoren bzw. Erfinder von Wissensbilanzierungsverfahren.
Der Club hat seinen Versammlungsraum in Paris im Schwedischen Club in jenem Zimmer, in dem der Schreibtisch steht, an dem einst Alfred Nobel sein berühmtes Testament verfasst hat, nach dessen Verfügung der Nobel-Preis entstand. Sekretariat und Geschäftsstelle des Clubs befinden sich in Wien.

## Wirken und Wirkung
The New Club of Paris kann als eine Fortsetzung der Tätigkeit der „High Level Expert Group on Intellectual Capital Reporting“ betrachtet werden, ein Expertenteam, das von der EU-Kommission 2005 zur Erarbeitung des Themas „Intellektuelles Kapital und Wissensbilanzen“ eingerichtet wurde. Diese Arbeitsgruppe hat im 1. Halbjahr 2006 den sogenannten RICARDIS-Bericht vorgelegt, wie auch das „Manifest“ des The New Club of Paris, das dessen Mission, Ausrichtung und Intentionen beschreibt.

## Die Wissensökonomie
Dabei wird unterstellt, dass die Prinzipien und Gesetze der Wissensökonomie sich deutlich von denen der aktuellen, „klassischen“ Ökonomie unterschieden werden. Phänomene des neuen Paradigmas sind beispielsweise, dass Wissen
- ein unlimitiertes Wachstumspotential besitzt,
- mehr wert wird, wenn es geteilt und weiterverbreitet wird,
- nicht als proprietäres Wirtschaftsgut, sondern als Open Source beziehungsweise Wissensallmende verfügbar sein wird,
- in Form von „intangiblem Vermögen“ in den Bilanzen vor allem von wissens- und forschungsintensiven (Dienstleistungs-)Unternehmen ausgewiesen werden kann, die bisher wegen des fehlenden Ausweises ihres „intellektuellen Vermögens“ bei der Beschaffung von Finanzmitteln (Eigen- und Fremdkapital) gegenüber klassischen Unternehmen benachteiligt waren.